# John Samuel Miller
John Samuel Miller (ur. 26 lutego 1779 w Gdańsku, zm. 24 maja 1830) – niemiecko-brytyjski paleontolog i zoolog, naturalista.

## Biografia
Miller urodził się w Gdańsku jako Johann Müller. Do Anglii przybył w 1801 roku. Był kuratorem w Museum of the Bristol Institution.